# تماس با دکتر دث
تماس با دکتر دث (انگلیسی: Calling Dr. Death) فیلمی در ژانر نوآر به کارگردانی رجینالد ده بورگ است که در سال ۱۹۴۳ منتشر شد. از بازیگران آن می‌توان به لان چینی جونیور، جی. کارول نایش، دیوید بروس، الک کریگ، ارل هاجینز، چارلز آر. مور و پاترسیا موریسون اشاره کرد.